# Lomographa inamata
Lomographa inamata là một loài bướm đêm trong họ Geometridae.